# Oemida microphthalma
Oemida microphthalma är en skalbaggsart som beskrevs av Martins 1977. Oemida microphthalma ingår i släktet Oemida och familjen långhorningar. Inga underarter finns listade i Catalogue of Life.